# Port lotniczy Karaganda
Port lotniczy Karaganda (IATA: KGF, ICAO: UAKK) – międzynarodowy port lotniczy położony 20 km na południowy zachód od Karagandy, w Kazachstanie.

## Linie lotnicze i połączenia
| Linia Lotnicza  | Kierunek                                                                                       |
| --------------- | ---------------------------------------------------------------------------------------------- |
| Aerofłot        | 1. Moskwa-Szeremietiewo                                                                        |
| FlyArystan      | 1. Ałmaty 2. Aktau 3. Atyrau 4. Kyzyłorda 5. Moskwa-Żukowskij 6. Kustanaj 7. Semej 8. Szymkent |
| Qazaq Air       | 1. Żezkazgan                                                                                   |
| SCAT Airlines   | 1. Ałmaty 2. Ust-Kamienogorsk 3. Ras al-Chajma 4. Kyzyłorda 5. Turkiestan                      |
| Sunday Airlines | Sezonowe czartery: 1. Antalya                                                                  |
| Zhezkazgan Air  | 1. Żezkazgan                                                                                   |